# حنبعل المجبري
حنبعل المجبري (بالفرنسية: Hannibal Mejbri)؛ (مواليد 21 يناير 2003) لاعب كرة قدم تونسي يلعب لصالح نادي نادي إشبيلية و‌منتخب تونس لكرة القدم في مركز خط الوسط. وقد تم مؤخرا إعارة اللاعب إلى فريق برمنغهام سيتي الإنجليزي الناشط في الدرجة الثانية الإنجليزية بعقد مدته عام كامل دون أحقية الشراء.
انضم المجبري إلى أصناف الشباب في مانشستر يونايتد في 2019 قادماً من نادي موناكو. سبق له أن أمضى بعض الوقت في أكاديمية كليرفونتين. ظهر لأول مرة مع يونايتد في مباراة بالدوري الإنجليزي في مايو 2021. مثل مجبري فرنسا في مستويين تحت 16 وتحت 17 عامًا. تم استدعاؤه للمنتخب التونسي لأول مرة عام 2021. وانتقل لاحقًا إلى نادي إشبيلية في بداية سنة 2024.

## النشأة
ولد المجبري في ايفري سور سين بفرنسا، وانضم إلى نادي باريس عام 2009. في عام 2016، أفيد أنه تم استكشافه من قبل مجموعة من الأندية الإنجليزية، بما في ذلك مانشستر يونايتد، مانشستر سيتي، ليفربول وأرسنال، والتي أمضى الأخير وقتًا في المفاوضة معهم. أمضى بعض الوقت في الدراسة في أكاديمية مركز كليرفونتين المرموقة.

## المسيرة مع الأندية
على الرغم من اهتمام الأندية الإنجليزية، خاض المجبري فترة قصيرة مع نادي بولون-بيانكور، قبل الانضمام إلى نادي موناكو في 2018 مقابل مليون يورو. على الرغم من الإعجاب في البداية بتطور الشباب في موناكو، إلا أن المجبري أصيب بخيبة أمل من نادي موناكو في غضون عام من التوقيع، حيث ادعى والديه أن فريق الدوري الفرنسي قد خرق اتفاقيات العقد. في عام 2019، تم تتبعه من قبل أندية في جميع أنحاء أوروبا، بما في ذلك أبطال ألمانيا والفرنسيين والإسبان، وبايرن ميونيخ وباريس سان جيرمان وبرشلونة. في 11 أغسطس 2019، أعلن نادي مانشستر يونايتد الذي ينشط في الدوري الإنجليزي الممتاز على موقعه على الإنترنت أنهم توصلوا إلى اتفاق مع موناكو للتوقيع مع المجبري، حيث ورد أن الشاب رفض الانتقال إلى أندية إنجليزية أخرى. يعتقد أن الرسوم التي دفعها مانشستر يونايتد تبلغ حوالي 5 ملايين يورو، وربما ترتفع إلى 10 ملايين يورو في الإضافات.
استقر المجبري بسرعة في فرق مانشستر يونايتد الشبابية، وتقدم إلى فريق تحت 23 سنة، على الرغم من أنه لا يزال في السابعة عشرة من عمره. ومن المتوقع أن يصبح لاعبًا في الفريق الأول في مانشستر يونايتد.

## أسلوب اللعب
قارن لاعب خط وسط مؤلف على الكرة مدرب الفريق الأول في مانشستر يونايتد نيكي بات، المجبري مع زملائه السابقين ديفيد بيكهام وروي كين لمهاراته القيادية. كما أثنى المدرب نيل ريان على المجبري مشيراً إلى أنه يعلق آمالا كبيرة على صانع الألعاب الشاب.

## المسيرة الدولية
لعب حنبعل المجبري 12 مباراة مع منتخب فرنسا في مستوى أقل من 16 عامًا وثلاث مباريات على مستوى أقل من 17 عامًا. كما أنه مؤهل لتمثيل تونس من خلال والديه. في مايو 2021، تم استدعاء حنبعل للمنتخب التونسي لأول مرة، ملتزماً بولائه الدولي للأمة التي ولد فيها والديه. ظهر لأول مرة مع المنتخب التونسي في مباراة ودية أمام منتخب جمهورية الكونغو الديمقراطية في 5 يونيو 2021, وانتهت المبارات بفوز تونس بنتيجة 1-0

## الإحصائيات

### النادي
| النادي                 | موسم     | الدوري         | الدوري | الدوري  | كأس الاتحاد الإنجليزي | كأس الاتحاد الإنجليزي | كأس دوري كرة القدم الإنجليزية | كأس دوري كرة القدم الإنجليزية | أوروبا | أوروبا  | أخرى   | أخرى    | المجموع | المجموع |
| النادي                 | موسم     | الدرجة         | الظهور | الأهداف | الظهور                | الأهداف               | الظهور                        | الأهداف                       | الظهور | الأهداف | الظهور | الأهداف | الظهور  | الأهداف |
| ---------------------- | -------- | -------------- | ------ | ------- | --------------------- | --------------------- | ----------------------------- | ----------------------------- | ------ | ------- | ------ | ------- | ------- | ------- |
| مانشستر يونايتد تحت 21 | 2020–21  | —              | —      | —       | —                     | —                     | —                             | —                             | —      | —       | 4      | 1       | 4       | 1       |
| مانشستر يونايتد        | 2020–21  | الدوري الممتاز | 3      | 0       | 0                     | 0                     | 0                             | 0                             | 0      | 0       | —      | —       | 3       | 0       |
| الإجمالي               | الإجمالي | الإجمالي       | 1      | 0       | 0                     | 0                     | 0                             | 0                             | 0      | 0       | 4      | 1       | 5       | 1       |

1. ↑  المباريات في كأس دوري كرة القدم الإنجليزية.

### المنتخب
| المنتخب الوطني | العام   | الظهور | الأهداف |
| -------------- | ------- | ------ | ------- |
| تونس           | 2021    | 9      | 0       |
| المجموع        | المجموع | 9      | 0       |